# صلاح عبد الحق
صلاح عبد الحق، (ولد في القاهرة عام 1945م)، القائم بأعمال مرشد جماعة الإخوان المسلمين منذ مارس 2023 وفقًا لما يطلق عليهم جبهة لندن، وداعية وطبيب مصري، والمسؤول السابق للمنتدى الإسلامي العالمي للتربية. التحق بجماعة الإخوان المسلمين عام 1962م متأثرًا بفكر الأستاذ حسن البنا مؤسس الجماعة. تخرج في كلية الطب بجامعة عين شمس عام 1976م، وعمل طبيبا للأمراض الجلدية.

## ولادته ونشأته
ولد صلاح عبد الحق في الأول من أكتوبر عام 1945، ونشأ في حي مصر الجديدة بشرق القاهرة، حيث كان يعمل والده مفتشًا للغة الإنجليزية بوزارة التربية والتعليم المصرية.
كان صلاح عبد الحق هو وأسرته أعضاء في "نادى هليوبوليس الرياضي"، وكان في صباه دائم التردد على مسجد النادي للصلاة وسماع دروس إمام المسجد؛ الذي سمع منه عبد الحق -لأول مرة- عن جماعة الإخوان المسلمين، وكان ذلك عام 1957م.

## دراسته الجامعية
التحق عبد الحق بكلية الطب في جامعة عين شمس عام 1962، وتأخّر تخرجه فيها إلى عام 1976، بعد انقطاع عن الدراسة بسبب اعتقاله الذي استمر لتسع سنوات، وكان حريصًا على مطالعة المواد الدراسية أثناء فترة سجنه، فخرج من السجن عام 1974م، وتقدّم للامتحان في نفس العام واستكمل دراسته؛ فأنهى بكالوريوس الطب في ديسمبر 1976، وسنة الامتياز في 1977م. واستمر في التحصيل العلمي حتى حصل على درجة التخصص (الماجستير) في الأمراض الجلدية عام 1982م.

## سفره وزواجه
سافر صلاح عبد الحق إلى المملكة العربية السعودية في عام 1985م للعمل طبيبًا بجامعة الإمام محمد بن سعود الإسلامية. وصحب العلماء والدعاة وعاش بينهم، بل صاهر منهم؛ فهو متزوج من ابنة الدكتور عبد الرحمن رأفت الباشا أستاذ الأدب والنقد، بجامعة الإمام محمد بن سعود، وأحد مؤسسيها، والمعروف بمؤلفاته : "صور من حياة الصحابة"، و"صور من حياة التابعين".

## عمله في الاخوان المسلمين

### انضمامه
تعرَّف الدكتور صلاح عبد الحق على جماعة الإخوان المسلمين -وهو في المرحلة الثانوية- عن طريق طلاب الإخوان المسلمين السوريين الذين قدموا للتعليم في الجامعات المصرية بعد إعلان الوحدة بين مصر وسوريا عام 1958م، ثم التحق بصفوف الجماعة عام 1962م.

### اعتقاله وسجنه
اعتقل الدكتور صلاح عبد الحق وزملاؤه عام 1965م فيما عرف بقضية سيد قطب، وهو في سن 20 عامًا، وكان -آنذاك- في السنة الثالثة في كلية الطب، واعتقل معه أخواه في السجن الحربي، واستمر في السجن تسع سنوات حتى خرج في عهد أنور السادات عام 1974م.
وقد رافقه في سجنه كلا من الدكتور محمد بديع المرشد العام للإخوان؛ والدكتور محمود عزت.

### نشاطه في الجماعة
اشتهر عبد الحق في جماعة الإخوان المسلمين بالعمل التربوي؛ محاضراً ومعلماً، لقوة اتصاله بفكر حسن البنا وتأثره به، وشارك في بدايات العمل الإسلامي والدعوة بالجامعات بين الأوساط الطلابية في السبعينيات، واستمر في نشاطه في الدعوة والإرشاد التربوي، وتولى مسؤولية المنتدى الإسلامي العالمي للتربية لأكثر من خمسة عشر عاماً.
اختير صلاح عبد الحق عضواً بمجلس الشورى العام لجماعة الإخوان ممثلا عن رابطة الإخوان المسلمين المصريين في الخارج، في فترة قيام إبراهيم منير بأعمال المرشد العام محمد بديع.

## تكليفه قائما بأعمال المرشد العام لمجموعة منير بالخارج
نشر موقع إخوان سايت  أن مجلس الشورى العام انتخب صلاح عبد الحق قائماً بأعمال المرشد العام  خلفا لإبراهيم منير الذي توفي في لندن عام 2022، وأنه حصل على تأييد مجلس الشورى العالمي للإخوان المسلمين بإجماع الأصوات. 

جدير بالذكر أن جبهة الدكتور محمود حسين في جماعة الإخوان المسلمون قد نشرت على موقعها الرسمي إخوان أونلاين وعلى لسان متحدثها الإعلامي من داخل مصر حسن صالح نفي لهذه المعلومات، وجاء في بيانها : 
تنفي جماعة " الإخوان المسلمون " في مصر صحة الإدعاءات التى نشرتها اليوم بعض وسائل الإعلام  بخصوص انتخاب د. صلاح عبدالحق قائما بأعمال فضيلة المرشد العام. وتؤكد الجماعة أن تلك الأخبار كاذبة وأن الصفحات التي نشرتها لا تعبر عن الإخوان في مصر بأي صفة. كما تؤكد الجماعة أن المحاولات المتجددة لاستحداث كيانات موازية لمؤسسات جماعة " الإخوان المسلمون" الرسمية ، أو تسمية أشخاص بمهام ومسميات مدعاة بعيداً عن المؤسسات الشرعية للجماعة تحت دعاوى مختلفة ، لن تفرض أمرا واقعا ولن تجدي نفعا، فالجماعة لها مجلس شورى عام من الداخل والخارج، وقد اختار الدكتور محمود حسين قائما بأعمال فضيلة المرشد العام لجماعة " الإخوان المسلمون "، وشكل هيئة إدارية جديدة في ديسمبر 2022 م، وكل هذا شأن مصري خالص تم وفق قواعد ولوائح الجماعة المعتمدة.
وبخصوص تأييد مجس الشورى العالمي لاختيار مجموعة إبراهيم منير للدكتور صلاح عبدالحق قائما بأعمال المرشد فقد نشر الكثير من اللغط بهذا الخصوص سواء حول انعقاد المجلس بشكل صحيح من حيث الدعوة أو الحضور وذلك من حيث اكتمال النصاب أو من حيث دعوة ممثلي الأقطار الحقيقيين المنتدبين من مؤسساتهم أو تعمد عدم دعوة البعض الآخر وحضور البعض من غير ذوي الصفة، وكذلك من حيث مراعاة موقف العالمي من المؤسسات في الأقطار المختلفة أو حتى موقف مؤسسات الأقطار من الكيان العالمي التنسيقي حيث أن هناك بعض الأقطار قد اتخذت موقفا بقطع العلاقة مع العالمي والتبرؤ من التمثيل فيه مثل أوروبا وأقطار أخرى كان مكتب الإرشاد العالمي عندما كان ينعقد بشكل صحيح قد علق عضوية بعضها لمخالفتها نظم عمل الجماعة ولوائحها ومشاكل داخلية. وكان أبرز ما نشر بهذا الخصوص موقف مسؤول مجلس مسلمي أوروبا عبدالله بن منصور الذي نفى مشاركته هو أو نائبه سمير الفالح في الإجراء المشار إليه ونفى علاقته بالعالمي في حواره مع موقع عربي 21.  وقال: 
" أنا قرأت أني اشتركت مع الاستاذ سمير فالح الأمين العام لمجلس مسلمي أوروبا في محاولة إصلاح بن جهات مصرية مختلفة وأننا شاركنا في اختيار القائم بالأعمال. هذا الكلام ليس له أساس من الصحة إطلاقا." 
وقال بن منصور أيضا في حواره: 
"فيما يتعلق بالتنظيم العالمي للإخوان المسلمين أو التنظيم المصري، فنحن ليس لدينا أي ارتباط إداري وقد كررنا عدة مرات أننا مؤسسات أوروبية مسجلة في أوروبا ومجلس مسملي أوروبا هو مؤسسة أوربية بحتة لا يربطه بالمؤسسات الاسلامية العالمية الأخرى إلا رابط الأخوة ورابط المحبة والإسلام وليس لدينا أي روابط إدارية بأي تنظيم أو جماعة أو مؤسسة خارج أوروبا. وهذا الكلام ذكرناه وكررناه"
يذكر أيضا أن مجموعة إبراهيم منير بالخارج قد أعادت تشكيل مجلس الشورى العام من الجماعة حيث قام إبراهيم منير بعد أزمة إعفاءه من مهام القائم بالأعمال من قبل مجلس الشورى العام بالداخل والخارج بتشكيل كيان جديد مكون من 13 عضو قديم من مجلس الشورى العام من الأعضاء المتواجدين بالخارج يعبرون عن نصف عدد الأعضاء الموجودين بالخارج كما يعتبرون ربع عدد الأعضاء الإجمالي وقتها وفقا للبيان الذي نشرته الجماعة على موقعها الرسمي وقتها، وقامت مجموعة منير (13 عضو قديم) بتعيين (أكثر من 28 عضو جديد) من أعضاء الجماعة بمجلس شوراهم الجديد كلهم من المقيمين خارج مصر، فيما تزعم جبهة محمود حسين أن هذه الإجراءات تمت بعيدا عن 15 عضوا في مجلس الشورى العام موجودين بالخارج وبعيدا عن كافة أعضاء المجلس الموجودين بالداخل، حيث تحدد لوائح الجماعة المعتمدة آلية تشكيل المجلس وحصص المحافظات والخارج والتعيين من مكتب الإرشاد.

## سماته الشخصية
يتسم صلاح عبد الحق بالهدوء والبعد عن الظهور في وسائل الإعلام، وحسن الإنصات حتى لمخالفيه، بالإضافة لقوة الحفظ الملحوظة لأدبيات الحركة الإسلامية وتدفق الأفكار، واستيعابه لتراث الإمام المؤسس لجماعة الإخوان.